# Modèle de navire La Bayadère
 (juillet 2025).
 (juillet 2025).
Le modèle de navire La Bayadère est un modèle à l'échelle 1/48 d'une grande corvette à gaillards de 22 canons. Il a été fabriqué entre 1814 et 1817 à l'atelier des modèles de Paris et à l'atelier de l'arsenal de Rochefort selon les plans de François Poncet et de Jacques Noël Sané. Il est conservé au musée national de la Marine de Rochefort. 

## Description du modèle
On peut observer un décor d'ivoire à la proue. Le pont de batterie du modèle est démontable, ce qui permet d'observer les cloisonnements aménagés dans le faux-pont pour les logements des officiers en second et des officiers mariniers. Le plancher peut aussi être démonté, ce qui permet de voir la cale du navire. Le gréement actuel, réalisé dans les années 1960, représente le navire en cours de matage.

## Notice historique
Le modèle est conforme aux plans-type de 1810. Inachevé, sans canon ni gréement, le modèle n'a pas intégré la collection Trianon à laquelle il était destiné. Cette collection de modèles de navires a été constituée sous les ordres de Napoléon par Jacques Noël Sané entre 1810 et 1817.
Le navire original, construit en 1810 et lancé à Rochefort en 1811, mesurait 39 m de long et 9 m de large. 143 hommes pouvaient y vivre. Seuls 20 sabords étaient armés, les deux autres étaient des sabords de chasse. Le navire devait servir à Napoléon pour s'échapper en Amérique après son abdication, avant que celui-ci ne se ravise et ne se rende aux Anglais. Ce navire participa à plusieurs campagnes en Syrie, en Égypte, en Arménie, en Grèce, en Italie, et une en 1817 dont le but était de cartographier le banc d'Arguin où la Méduse avait fait naufrage un an plus tôt. La Bayadère sera démantelé à Brest en 1833.
Ce modèle a été exposé en 2014 au Grand Trianon à Versailles à l'occasion de l'exposition Maquettes de la Marine impériale.